# Musa puspanjaliae
Musa puspanjaliae, biljna vrsta iz roda banana. Porijeklom je iz planinskih prašuma Arunachal Pradesha u istočnim Himalajama. 
Opisana je 2013. godine.

## Vanjske poveznice
|  | Zajednički poslužitelj ima još gradiva o temi Musa puspanjaliae |
|  | Wikivrste imaju podatke o taksonu Musa puspanjaliae             |